# Siratoba referens
Siratoba referens là một loài nhện trong họ Uloboridae.
Loài này thuộc chi Siratoba. Siratoba referens được miêu tả năm 1964 bởi Muma & Willis J. Gertsch.